# Wijken en buurten in de gemeente Zevenhuizen-Moerkapelle
De Nederlandse gemeente Zevenhuizen-Moerkapelle werd tot herindeling van 1 januari 2010, voor statistische doeleinden onderverdeeld in wijken en buurten. Per 1 januari 2010 maakt de gemeente Zevenhuizen-Moerkapelle deel uit van de gemeente Zuidplas.
De gemeente werd verdeeld in de volgende statistische wijken:
- Wijk 00 Moerkapelle (CBS-wijkcode:166600)
- Wijk 01 Zevenhuizen (CBS-wijkcode:166601)

Een statistische wijk kan bestaan uit meerdere buurten. Onderstaande tabel geeft de buurtindeling met kentallen volgens het Centraal Bureau voor de Statistiek (2008):
| CBS-buurtcode | Buurtnaam                         | Inwonertal | Opp. totaal (ha) | Opp. land (ha) | Ligging                |
| ------------- | --------------------------------- | ---------- | ---------------- | -------------- | ---------------------- |
| BU16660000    | Moerkapelle-West                  | 1740       | 35               | 35             | Locatie in de gemeente |
| BU16660001    | Moerkapelle-Oost                  | 1530       | 30               | 29             | Locatie in de gemeente |
| BU16660002    | Bedrijventerrein Moerkapelle      | 40         | 19               | 19             | Locatie in de gemeente |
| BU16660009    | Verspreide huizen Moerkapelle     | 410        | 662              | 662            | Locatie in de gemeente |
| BU16660100    | Zevenhuizen-Kern                  | 1660       | 43               | 41             | Locatie in de gemeente |
| BU16660103    | Oud Verlaat                       | 360        | 110              | 78             | Locatie in de gemeente |
| BU16660104    | Nijverheidscentrum                | 10         | 29               | 29             | Locatie in de gemeente |
| BU16660105    | Zevenhuizen-Oost                  | 1710       | 33               | 33             | Locatie in de gemeente |
| BU16660106    | Zevenhuizen-West                  | 1550       | 18               | 18             | Locatie in de gemeente |
| BU16660107    | Verspreide huizen Zuidplaspolder  | 870        | 1025             | 1020           | Locatie in de gemeente |
| BU16660108    | Verspreide huizen Tweemanspolder  | 190        | 494              | 458            | Locatie in de gemeente |
| BU16660109    | Verspreide huizen Eendragtspolder | 260        | 612              | 562            | Locatie in de gemeente |